# Taxonomia de Sibley-Ahlquist

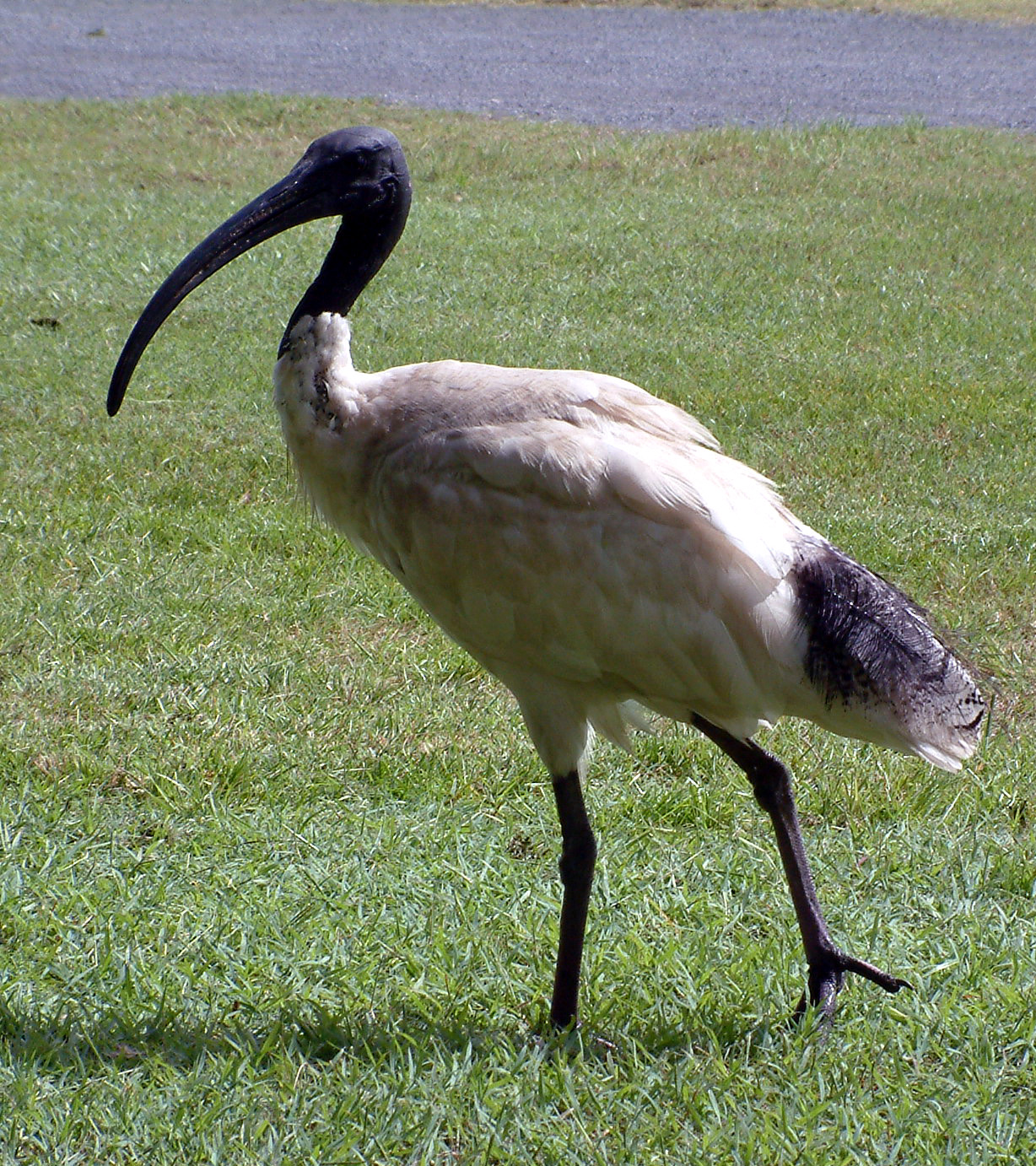
O íbis-branco pertence à ordem dos Ciconiiformes, alargada na taxonomia de Sibley-Ahlquist por relação com o sistema classificativo tradicional

A taxonomia de Sibley-Ahlquist é um sistema taxonómico, baseado em técnicas avançadas de biologia molecular e proposto no início da década de 1990 para a classe Aves. O trabalho foi conduzido por Charles Sibley e Jon Ahlquist, dois biólogos moleculares e ornitólogos baseados nos Estados Unidos da América, e efectuado ao longo da década de 1980. A técnica escolhida foi a hibridização de DNA, que permite a comparação do grau de semelhança genético de duas espécies. Os dados adquiridos foram interpretados de maneira a reconstituir as relações filogenéticas entre os diversos grupos de aves. Os resultados do estudo foram surpreendentes e, apesar de confirmarem algumas ideias da classificação tradicional, trazem mudanças radicais ao sistema classificativo das aves.
As principais mudanças introduzidas encontram-se na ordem Ciconiiformes (cegonhas), muito alargada para além das 6 famílias que integra na classificação tradicional. Segundo a taxonomia de Sibley-Ahlquist, os ciconiformes passam a incluir as famílias das antigas ordens: Sphenisciformes (pinguins), Gaviiformes (mobelha), Podicipediformes (mergulhões), Procellariiformes (ex: albatrozes), Charadriiformes, (ex: gaivota), Pelecaniformes (ex: Pelicanos), Falconiformes (Falcões), Acciptriformes (ex: águias) e Suliformes (ex: Atobas). A ordem Coraciiformes sofreu também uma grande remodelação, não por alargamento mas por redução: as famílias Bucerotidae e Upupidae foram promovidas ao nível de ordem. Outras alterações incluem a elevação de vários géneros ao grau de família, por exemplo, o género Bucorvus.
A American Ornithologists' Union e a British Ornithologists' Union inicialmente adoptaram as alterações, mas perante descobertas posteriores, sobre a genética das aves, uma parte significativa da taxonomia de Sibley-Ahlquist foi abandonada.

## Classificação das aves segundo a taxonomia de Sibley-Ahlquist
- Ordem
  - Família

A lista que se segue resume as principais conclusões e rearranjos taxonómicos propostos pela taxonomia de Sibley-Ahlquist aos níveis da ordem e família, referindo, quando relevante, o anterior posicionamento.

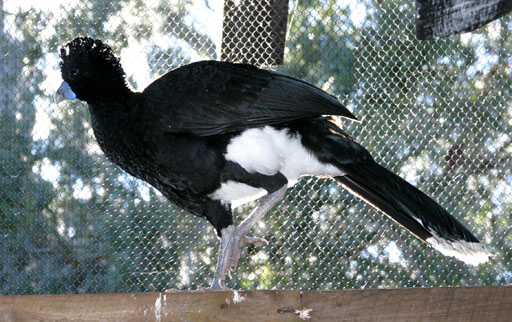
Os cracídeos, considerados como membros da família dos Galliformes na classificação tradicional, são elevados à ordem Craciformes na taxonomia de Sibley-Ahlquist.

### Paleognathae
- Struthioniformes
  - Struthionidae
  - Rheidae
  - Casuariidae
  - Apterygidae

- Tinamiformes 
  - Tinamidae

### Neognathae
- Craciformes (novo, era família de Galliformes)
  - Cracidae
  - Megapodiidae

- Galliformes
  - Phasianidae
  - Numididae
  - Odontophoridae

- Anseriformes (inalterada)
  - Anhimidae
  - Anseranatidae
  - Dendrocygnidae
  - Anatidae

- Turniciformes (novo, era família de Charadriiformes)
  - Turnicidae

- Piciformes
  - Indicatoridae
  - Picidae
  - Megalaimidae
  - Lybiidae
  - Ramphastidae

- Galbuliformes (novo, era família de Piciformes)
  - Galbulidae
  - Bucconidae

- Bucerotiformes (novo, era família de Coraciiformes)
  - Bucerotidae
  - Bucorvidae (novo, era género de Bucerotidae)

- Upupiformes (novo, era família de Coraciiformes)
  - Upupidae
  - Phoeniculidae
  - Rhinopomastidae

- Trogoniformes
  - Trogonidae

- Coraciiformes (perdeu diversas famílias elevadas a ordem)
  - Coraciidae
  - Brachypteraciidae
  - Leptosomidae
  - Momotidae
  - Todidae
  - Alcedinidae
  - Halcyonidae
  - Cerylidae
  - Meropidae

- Coliiformes 
  - Coliidae

- Cuculiformes
  - Cuculidae
  - Centropidae
  - Coccyzidae
  - Opisthocomidae
  - Crotophagidae
  - Neomorphidae

- Psittaciformes
  - Psittacidae (inclui agora a antiga família Cacatuidae)

- Apodiformes (perdeu a família Trochilidae, elevada a ordem)
  - Apodidae
  - Hemiprocnidae

- Trochiliformes (novo, era família de Apodiformes)
  - Trochilidae

- Musophagiformes (novo, era família de Cuculiformes)
  - Musophagidae

- Strigiformes (alargada, inclui as famílias da ordem Caprimulgiformes)
  - Tytonidae
  - Strigidae
  - Aegothelidae
  - Podargidae
  - Batrachostomidae (novo)
  - Steatornithidae
  - Nyctibiidae
  - Eurostopodidae (novo)
  - Caprimulgidae

- Columbiformes
  - Columbidae
  - Raphidae

- Gruiformes
  - Eurypygidae
  - Otididae
  - Gruidae
  - Aramidae
  - Heliornithidae
  - Psophiidae
  - Cariamidae
  - Rhynochetidae
  - Rallidae
  - Mesitornithidae

- Ciconiiformes (muito alargada, integra agora famílias de diversas ordens, entretanto desaparecidas)
  - Pteroclididae
  - Thinocoridae
  - Pedionomidae
  - Scolopacidae
  - Rostratulidae
  - Jacanidae
  - Chionididae
  - Pluvianellidae
  - Burhinidae
  - Charadriidae
  - Glareolidae
  - Laridae
  - Accipitridae
  - Sagittariidae
  - Falconidae
  - Podicipedidae
  - Phaethontidae
  - Sulidae
  - Anhingidae
  - Phalacrocoracidae
  - Ardeidae
  - Scopidae
  - Phoenicopteridae
  - Threskiornithidae
  - Pelecanidae
  - Ciconiidae
  - Fregatidae
  - Spheniscidae
  - Gaviidae
  - Procellariidae

- Passeriformes (inalterada)
  - Acanthisittidae
  - Pittidae
  - Eurylaimidae
  - Philepittidae
  - Sapayoidae
  - Tyrannidae
  - Thamnophilidae
  - Furnariidae
  - Formicariidae
  - Conopophagidae
  - Rhinocryptidae
  - Climacteridae
  - Menuridae
  - Ptilonorhynchidae
  - Maluridae
  - Meliphagidae
  - Pardalotidae
  - Petroicidae
  - Irenidae
  - Orthonychidae
  - Pomatostomidae
  - Laniidae
  - Vireonidae
  - Corvidae
  - Callaeatidae
  - Picathartidae
  - Bombycillidae
  - Cinclidae
  - Muscicapidae
  - Sturnidae
  - Sittidae
  - Certhiidae
  - Paridae
  - Aegithalidae
  - Hirundinidae
  - Regulidae
  - Pycnonotidae
  - Hypocoliidae
  - Cisticolidae
  - Zosteropidae
  - Sylviidae
  - Alaudidae
  - Nectariniidae
  - Melanocharitidae
  - Paramythiidae
  - Passeridae
  - Motacillidae
  - Fringillidae

## Lista de aves segundo a taxonomia de Sibley-Ahlquist
Em 18 partes:
- 1
  - Struthioniformes
  - Tinamiformes
  - Tinamidae
  - Craciformes
  - Galliformes
- 2
  - Anseriformes
  - Turniciformes
  - Piciformes
- 3
  - Piciformes (continuação)
  - Galbuliformes
  - Bucerotiformes
  - Upupiformes
  - Trogoniformes
  - Coraciiformes
- 4
  - Coraciiformes (continuação)
  - Coliiformes
  - Cuculiformes
  - Psittaciformes
- 5
  - Apodiformes
  - Trochiliformes
  - Musophagiformes
- 6
  - Strigiformes
  - Columbiformes
- 7
  - Gruiformes
  - Ciconiiformes
- 8
  - Ciconiiformes (continuação)
- 9
  - Ciconiiformes (continuação)
- 10
  - Passeriformes
- 11
  - Passeriformes (continuação)
- 12
  - Passeriformes (continuação)
- 13
  - Passeriformes (continuação)
- 14
  - Passeriformes (continuação)
- 15
  - Passeriformes (continuação)
- 16
  - Passeriformes (continuação)
- 17
  - Passeriformes (continuação)
- 18
  - Passeriformes (continuação)